# Stuttgart Open
El Torneig de Stuttgart, conegut oficialment com a BOOS Open, és un torneig de tennis professional que es disputa anualment sobre terra batuda al Tennis Club Weissenhof de Stuttgart, Alemanya. Pertany a les sèries 250 del circuit ATP masculí.
El torneig es va crear l'any 1916 a Stuttgart conegut amb el nom de Championships of Stuttgart, i després de la Segona Guerra Mundial va canviar per Stuttgart International Championships. Mercedes-Benz va patrocinar el torneig a partir de l'any 1978 fins al 2021, conegut com MercedesCup, i el vencedor del torneig era guardonat amb un model de cotxe de la marca a banda del premi econòmic. A partir de 2015 es va disputar sobre pista de gespa i es va desplaçar en el calendari unes setmanes abans per servir com a preparació del Torneig de Wimbledon.

## Palmarès

### Individual masculí
| Any  | Campió                                            | Finalista                                         | Resultat                                          |
| ---- | ------------------------------------------------- | ------------------------------------------------- | ------------------------------------------------- |
| 2025 | Taylor Fritz                                      | Alexander Zverev                                  | 6−3, 7−6(0)                                       |
| 2024 | Jack Draper                                       | Matteo Berrettini                                 | 3−6, 7−6(5), 6−4                                  |
| 2023 | Frances Tiafoe                                    | Jan-Lennard Struff                                | 4−6, 7−6(1), 7−6(8)                               |
| 2022 | Matteo Berrettini (2)                             | Andy Murray                                       | 6−4, 5−7, 6−3                                     |
| 2021 | Marin Čilić                                       | Félix Auger-Aliassime                             | 7−6(2), 6−3                                       |
| 2020 | Torneig suspès a causa de la pandèmia de COVID-19 | Torneig suspès a causa de la pandèmia de COVID-19 | Torneig suspès a causa de la pandèmia de COVID-19 |
| 2019 | Matteo Berrettini                                 | Félix Auger-Aliassime                             | 6−4, 7−6(11)                                      |
| 2018 | Roger Federer                                     | Milos Raonic                                      | 6−4, 7−6(3)                                       |
| 2017 | Lucas Pouille                                     | Feliciano López                                   | 4−6, 6−7(5), 6−4                                  |
| 2016 | Dominic Thiem                                     | Philipp Kohlschreiber                             | 6−7(2), 6−4, 6−4                                  |
| 2015 | Rafael Nadal (3)                                  | Viktor Troicki                                    | 7−6(3), 6−3                                       |
| 2014 | Roberto Bautista Agut                             | Lukáš Rosol                                       | 6−3, 4−6, 6−2                                     |
| 2013 | Fabio Fognini                                     | Philipp Kohlschreiber                             | 5−7, 6−4, 6−4                                     |
| 2012 | Janko Tipsarević                                  | Juan Mónaco                                       | 6−4, 5−7, 6−3                                     |
| 2011 | Juan Carlos Ferrero                               | Pablo Andújar                                     | 6−4, 6−0                                          |
| 2010 | Albert Montañés                                   | Gaël Monfils                                      | 6−2, 1−2 i retirada                               |
| 2009 | Jeremy Chardy                                     | Victor Hanescu                                    | 1−6, 6−3, 6−4                                     |
| 2008 | Juan Martin del Potro                             | Richard Gasquet                                   | 6−4, 7−5                                          |
| 2007 | Rafael Nadal                                      | Stanislas Wawrinka                                | 6−4, 7−5                                          |
| 2006 | David Ferrer                                      | José Acasuso                                      | 6−4, 3−6, 6−7(3), 7−5, 6−4                        |
| 2005 | Rafael Nadal                                      | Gastón Gaudio                                     | 6−3, 6−3, 6−4                                     |
| 2004 | Guillermo Cañas                                   | Gastón Gaudio                                     | 5−7, 6−2, 6−0, 1−6, 6−3                           |
| 2003 | Guillermo Coria                                   | Tommy Robredo                                     | 6−2, 6−2, 6−1                                     |
| 2002 | Mikhaïl Iujni                                     | Guillermo Cañas                                   | 6−3, 3−6, 3−6, 6−4, 6−4                           |
| 2001 | Gustavo Kuerten (2)                               | Guillermo Cañas                                   | 6−3, 6−2, 6−4                                     |
| 2000 | Franco Squillari                                  | Gastón Gaudio                                     | 6−2, 3−6, 4−6, 6−4, 6−2                           |
| 1999 | Magnus Norman                                     | Tommy Haas                                        | 6−7(6), 4−6, 7−6(7), 6−0, 6−3                     |
| 1998 | Gustavo Kuerten                                   | Karol Kučera                                      | 4−6, 6−2, 6−4                                     |
| 1997 | Àlex Corretja                                     | Karol Kučera                                      | 6−2, 7−5                                          |
| 1996 | Thomas Muster (2)                                 | Ievgueni Kàfelnikov                               | 6−2, 6−2, 6−4                                     |
| 1995 | Thomas Muster                                     | Jan Apell                                         | 6−2, 6−2                                          |
| 1994 | Alberto Berasategui                               | Andrea Gaudenzi                                   | 7−5, 6−3, 7−6(5)                                  |
| 1993 | Magnus Gustafsson                                 | Michael Stich                                     | 6−3, 6−4, 3−6, 4−6, 6−4                           |
| 1992 | Andrí Medvèdev                                    | Wayne Ferreira                                    | 6−1, 6−4, 6−7(5), 2−6, 6−1                        |
| 1991 | Michael Stich                                     | Alberto Mancini                                   | 1−6, 7−6(9), 6−4, 6−2                             |
| 1990 | Goran Ivanišević                                  | Guillermo Pérez-Roldán                            | 6−7, 6−1, 6−4 7−6                                 |
| 1989 | Martín Jaite                                      | Goran Prpic                                       | 6−3, 6−2                                          |
| 1988 | Andre Agassi                                      | Andrés Gómez                                      | 6−4, 6−2                                          |
| 1987 | Miroslav Mecir                                    | Jan Gunnarsson                                    | 6−0, 6−2                                          |
| 1986 | Martín Jaite                                      | Jonas Svensson                                    | 7−5, 6−2                                          |
| 1985 | Ivan Lendl                                        | Brad Gilbert                                      | 6−4, 6−0                                          |
| 1984 | Henri Laconte                                     | Gene Mayer                                        | 7−6, 6−0, 1−6, 6−1                                |
| 1983 | José Higueras                                     | Heinz Gunthardt                                   | 6−1, 6−1, 7−6                                     |
| 1982 | Ramesh Krishnan                                   | Sandy Mayer                                       | 5−7, 6−3, 6−3, 7−6                                |
| 1981 | Björn Borg                                        | Ivan Lendl                                        | 1−6, 7−6, 6−2, 6−4                                |
| 1980 | Vitas Gerulaitis                                  | Wojtek Fibak                                      | 6−2, 7−5, 6−2                                     |
| 1979 | Tomas Smid                                        | Ulrich Pinner                                     | 6−4, 6−0, 6−2                                     |
| 1978 | Ulrich Pinner                                     | Kim Warwick                                       | 6−2, 6−2, 7−6                                     |
| 1977 | Jürgen Fassbender                                 |                                                   |                                                   |
| 1976 | Attila Korpas (2)                                 |                                                   |                                                   |
| 1975 | No celebrat                                       | No celebrat                                       | No celebrat                                       |
| 1974 | Hans-Joachim Plötz                                |                                                   |                                                   |
| 1973 | Harald Elschenbroich                              |                                                   |                                                   |
| 1972 | Attila Korpas                                     |                                                   |                                                   |
| 1971 | Barry Phillips-Moore                              |                                                   |                                                   |
| 1970 | No celebrat                                       | No celebrat                                       | No celebrat                                       |
| 1969 | Christian Kuhnke                                  | Wilhelm Bungert                                   | 2−6, 6−2, 6−0, 6−2                                |
| 1968 | Ramanathan Krishnan                               |                                                   |                                                   |
| 1967 | Roy Emerson                                       |                                                   |                                                   |
| 1966 | Frew McMillan                                     |                                                   |                                                   |
| 1965 | Cliff Drysdale (2)                                |                                                   |                                                   |
| 1964 | Cliff Drysdale                                    |                                                   |                                                   |
| 1963 | Gordon Forbes                                     |                                                   |                                                   |
| 1962 | Ulf Schmidt (2)                                   |                                                   |                                                   |
| 1961 | Warren Woodcock (2)                               |                                                   |                                                   |
| 1960 | Ulf Schmidt                                       |                                                   |                                                   |
| 1959 | Warren Woodcock                                   |                                                   |                                                   |
| 1958 | Ulf Schmidt                                       |                                                   |                                                   |
| 1957 | Ladislav Legenstein                               |                                                   |                                                   |
| 1956 | Jack Arkinstall                                   |                                                   |                                                   |
| 1955 | Hugh Stewart                                      |                                                   |                                                   |
| 1954 | Gottfried von Cramm                               |                                                   |                                                   |
| 1953 | Torben Ulrich                                     |                                                   |                                                   |
| 1952 | Milan Branovic                                    |                                                   |                                                   |
| 1951 | Fürst                                             |                                                   |                                                   |
| 1950 | Helmut Gulcz                                      |                                                   |                                                   |
| 1949 | Werner Beuthner                                   |                                                   |                                                   |

### Dobles masculins
| Any  | Campions                                          | Finalistes                                        | Resultat                                          |
| ---- | ------------------------------------------------- | ------------------------------------------------- | ------------------------------------------------- |
| 2025 | Santiago González Austin Krajicek                 | Alex Michelsen Rajeev Ram                         | 6−4, 6−4                                          |
| 2024 | Rafael Matos Marcelo Melo                         | Julian Cash Robert Galloway                       | 3−6, 6−3, [10−8]                                  |
| 2023 | Nikola Mektić Mate Pavić                          | Kevin Krawietz Tim Pütz                           | 7−6(2), 6−3                                       |
| 2022 | Hubert Hurkacz Mate Pavić                         | Tim Pütz Michael Venus                            | 7−6(3), 7−6(5)                                    |
| 2021 | Marcelo Demoliner Santiago González               | Ariel Behar Gonzalo Escobar                       | 4−6, 6−3, [10−6]                                  |
| 2020 | Torneig suspès a causa de la pandèmia de COVID-19 | Torneig suspès a causa de la pandèmia de COVID-19 | Torneig suspès a causa de la pandèmia de COVID-19 |
| 2019 | John Peers Bruno Soares                           | Rohan Bopanna Denis Shapovalov                    | 7−5, 6−3                                          |
| 2018 | Philipp Petzschner Tim Pütz                       | Robert Lindstedt Marcin Matkowski                 | 7−6(5), 6−3                                       |
| 2017 | Jamie Murray Bruno Soares                         | Olivier Marach Mate Pavić                         | 6−7(4), 7−5, [10−5]                               |
| 2016 | Marcus Daniell Artem Sitak                        | Oliver Marach Fabrice Martin                      | 6−7(4), 6−4, [10−8]                               |
| 2015 | Rohan Bopanna Florin Mergea                       | Alexander Peya Bruno Soares                       | 5−7, 6−2, [10−7]                                  |
| 2014 | Mateusz Kowalczyk Artem Sitak                     | Guillermo García López Philipp Oswald             | 2−6, 6−1, [10−7]                                  |
| 2013 | Facundo Bagnis Thomaz Bellucci                    | Tomasz Bednarek Mateusz Kowalczyk                 | 2−6, 6−4, [11−9]                                  |
| 2012 | Jérémy Chardy Łukasz Kubot                        | Michal Mertiňák André Sá                          | 6−1, 6−3                                          |
| 2011 | Jürgen Melzer Philipp Petzschner                  | Marcel Granollers Marc López                      | 6−3, 6−4                                          |
| 2010 | Carlos Berlocq Eduardo Schwank                    | Christopher Kas Philipp Petzschner                | 7−6(5), 7−6(6)                                    |
| 2009 | František Čermák Michal Mertinak                  | Victor Hanescu Horia Tecau                        | 7−5, 6−4                                          |
| 2008 | Christopher Kas Philipp Kohlschreiber             | Michael Berrer Mischa Zverev                      | 6−3, 6−4                                          |
| 2007 | František Čermák Leos Friedl                      | Guillermo García López Fernando Verdasco          | 6−4, 6−4                                          |
| 2006 | Gaston Gaudio Maks Mirni                          | Yves Allegro Robert Lindstedt                     | 7−5, 6−7                                          |
| 2005 | Jose Acasuso Sebastien Prieto                     | Mariano Hood Tommy Robredo                        | 7−6, 6−3                                          |
| 2004 | Jiri Novak Radek Štěpánek                         | Simon Aspelin Todd Perry                          | 6−2, 6−4                                          |
| 2003 | Tomas Cibulec Pavel Vizner                        | Ievgueni Kàfelnikov Kevin Ullyett                 | 3−6, 6−3, 6−4                                     |
| 2002 | Joshua Eagle David Rikl                           | David Adams Gaston Etlis                          | 6−3, 6−4                                          |
| 2001 | Guillermo Cañas Rainer Schüttler                  | Michael Hill Jeff Tarango                         | 4−6, 7−6, 6−4                                     |
| 2000 | Jiri Novak David Rikl                             | Lucas Arnold Ker Donald Johnson                   | 5−7, 6−2, 6−3                                     |
| 1999 | Jaime Oncins Daniel Orsanic                       | Aleksandar Kitinov Jack Waite                     | 6−2, 6−1                                          |
| 1998 | Olivier Delaitre Fabrice Santoro                  | Joshua Eagle Jim Grabb                            | 6−1, 3−6, 6−3                                     |
| 1997 | Gustavo Kuerten Fernando Meligeni                 | Donald Johnson Francisco Montana                  | 6−4, 6−4                                          |
| 1996 | Libor Pimek Byron Talbot                          | Tomàs Carbonell Francisco Roig                    | 6−2, 5−7, 6−4                                     |
| 1995 | Tomàs Carbonell Francisco Roig                    | Ellis Ferreira Jan Siemerink                      | 3−6, 6−3, 6−4                                     |
| 1994 | Scott Melville Piet Norval                        | Jacco Eltingh Paul Haarhuis                       | 7−6, 7−5                                          |
| 1993 | Tom Nijssen Cyril Suk                             | Gary Muller Piet Norval                           | 7−6, 6−3                                          |
| 1992 | Glenn Layendecker Byron Talbot                    | Marc Rosset Javier Sánchez Vicario                | 4−6, 6−3, 6−4                                     |
| 1991 | Wally Masur Emilio Sánchez Vicario                | Omar Camporese Goran Ivanišević                   | 4−6, 6−3, 6−4                                     |
| 1990 | Pieter Aldrich Danie Visser                       | Per Henricsson Nicklas Utgren                     | 6−3, 6−4                                          |
| 1989 | Petr Korda Tomas Smid                             | Florin Segarceanu Cyril Suk                       | 6−3, 6−4                                          |
| 1988 | Sergio Casal Emilio Sánchez Vicario               | Anders Järryd Michael Mortensen                   | 4−6, 6−3, 6−4                                     |
| 1987 | Rick Leach Tim Pawsat                             | Mikael Pernfors Magnus Tideman                    | 6−3, 6−4                                          |
| 1986 | Hans Gildemeister Andrés Gómez                    | Mansour Bahrami Diego Pérez                       | 6−4, 6−3                                          |
| 1985 | Ivan Lendl Tomas Smid                             | Andy Kohlberg Joao Soares                         | 3−6, 6−4, 6−2                                     |
| 1984 | Sandy Mayer Andreas Maurer                        | Fritz Buehning Ferdi Taygan                       | 7−6, 6−4                                          |
| 1983 | Anand Amritraj Mike Bauer                         | Pavel Slozil Tomas Smid                           | 4−6, 6−3, 6−2                                     |
| 1982 | Mark Edmondson Brian Teacher                      | Andreas Maurer Wolfgang Popp                      | 6−3, 6−1                                          |
| 1981 | Peter McNamara Paul McNamee                       | Mark Edmondson Mike Estep                         | 2−6, 6−4, 7−6                                     |
| 1980 | Colin Dowdeswell Frew McMillan (2)                | Chris Lewis John Yuill                            | 6−3, 6−4                                          |
| 1979 | Colin Dowdeswell Frew McMillan                    | Wojtek Fibak Pavel Slozil                         | 6−4, 6−2, 2−6, 6−4                                |
| 1978 | Jan Kodeš Tomas Smid                              | Carlos Kirmayr Belus Prajoux                      | 6−3, 7−6                                          |